# Ukonga
Ukonga è una circoscrizione (ward) della città di Dar es Salaam, in Tanzania. Appartiene al distretto di Ilala. Al censimento del 2002, la popolazione di Ukonga ammontava a 75.014 unità.